# Llanynys
Llanynys est un village et une communauté du Denbighshire, au pays de Galles.
Il est situé dans l'est du comté, à quelques kilomètres au nord de la ville de Ruthin.

## Démographie
Au recensement de 2011, la communauté de Llanynys, qui comprend aussi le village de Rhewl (en), 
comptait 762 habitants.